# Lingot
Pour le haricot, voir Haricot commun et Mogette.

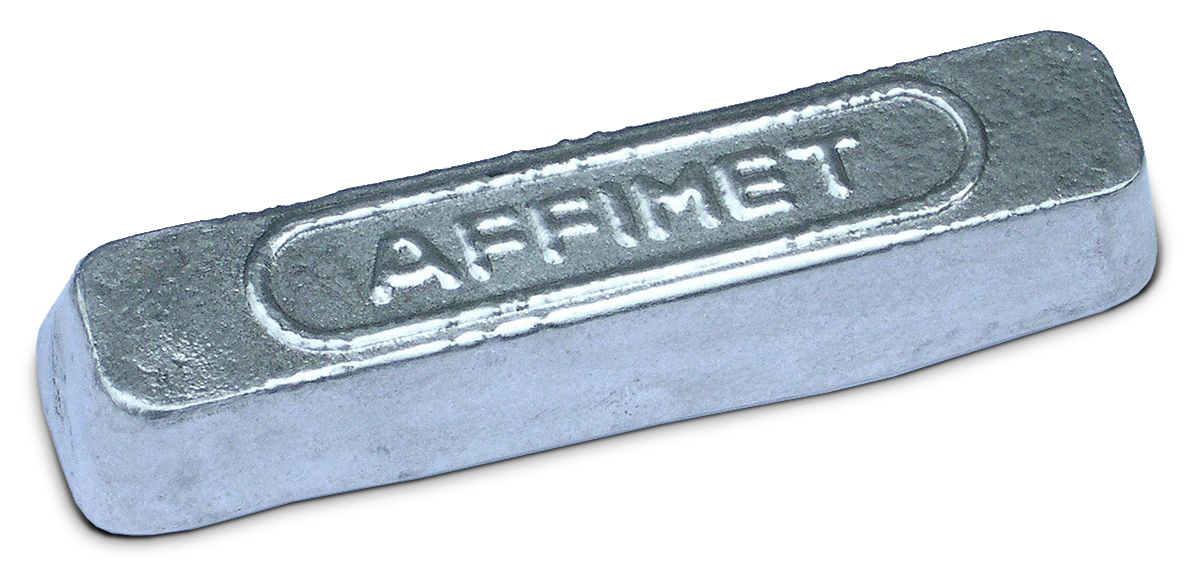
Un lingot d'aluminium.

Un lingot est une masse définie d'un métal coulée en un bloc solide. Ce métal est alors prêt à être transformé.
On parle couramment de lingot pour les métaux précieux (or, argent ou platine) mais aussi pour les matières premières industrielles (lingot de cuivre ou de plomb). Le terme évoque alors une petite barre de métal « pur », généralement de 1 kg, bien qu'il existe aussi des lingots plus petits (500 g voire 250 g) (lingotins).

## Utilisations

### Industrielle
Dans le cadre industriel, le lingot est un brut de coulée de forme grossièrement parallélépipédique. Le métal en fusion, est coulé dans une lingotière où il se solidifie pour former le lingot. Le procédé d'obtention le distingue du lopin obtenu par forgeage ou découpe, et de la loupe ou du massiau, obtenus par soudage.

Expansion de la coulée continue dans la sidérurgie

En sidérurgie, le lingot est démoulé et subit un laminage pour l'amincir et l'élargir ou l'allonger. Il devient alors une brame (opération de slabbing) s'il est destiné à devenir une tôle, ou un bloom (opération de blooming) s'il est destiné à devenir une barre. Il se différencie ainsi de la gueuse qui est destinée à être refondue, en changeant éventuellement de composition chimique. Cette distinction a son importance car la structure interne du lingot se retrouve dans la pièce finale : il s'agit donc d'un demi-produit assez élaboré. De nos jours, la coulée en lingot est remplacée par de la coulée continue, où le flot de métal en fusion se solidifie « à la volée » en brame, bloom, billette, etc. La pièce assurant la première de solidification y est cependant toujours appelée « lingotière ».
Dans l'industrie électronique (silicium) et pour certaines applications spécifiques (recherche métallurgique, aubes de turbine de moteurs d'avion par exemple), on ne part pas d'un lingot mais d'un monocristal, par exemple obtenu par le procédé de Czochralski.

### En tant que monnaie
Les métaux, de par leur caractère imputrescible et leur relative rareté par rapport aux produits agricoles, ont été utilisés très tôt comme monnaie d'échange, et initialement sous forme de lingots. C'est le cas en particulier des taels chinois et des premières monnaies grecques au VIIIe siècle av. J.-C., qui étaient simplement des lingots marqués.
Le lingot d'or reste une référence monétaire cotée en bourse (valeur refuge).

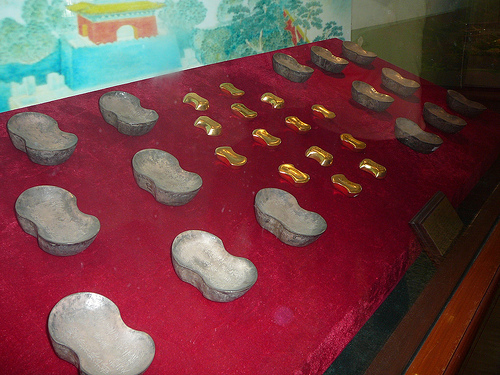
Taels chinois
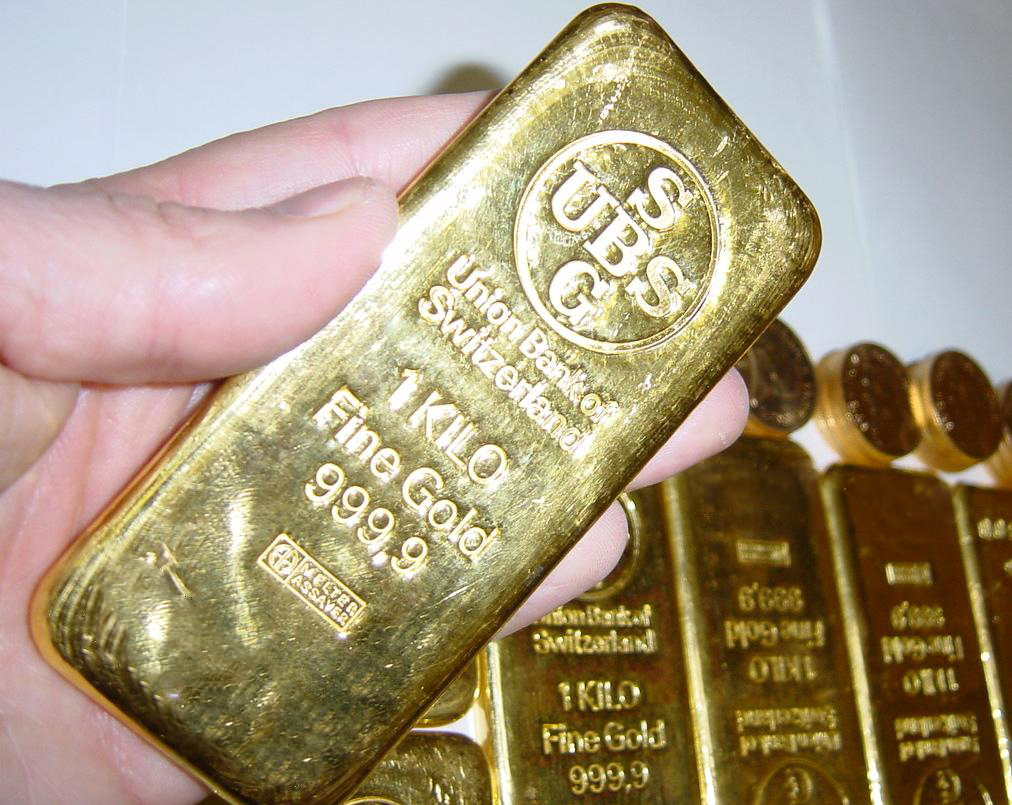
Lingot d'or

## Structure cristalline typique
Un lingot résulte d'une coulée dans un moule globalement parallélépipédique ; en général, il s'agit d'une pyramide tronquée à base rectangulaire afin de pouvoir démouler le lingot. Le refroidissement se fait par l'extérieur ; en conséquence, il se crée un gradient de température : le cœur du liquide est plus chaud que les bords. La solidification commence donc par les bords et se termine par le centre.
Il en résulte en général une structure typique en trois « couches » : structure dite « colonnaire » au bord, suivie d'une structure dendritique, puis au cœur d'une structure équiaxe.
Le métal diminuant de volume lors de la solidification, le haut du lingot, qui est à l'air libre, présente en général un creux appelé « retassure ». Si le métal a été mal dégazé, il va présenter en surface des « criques » (sorte de sillons ressemblant à des fissures) et des pores à l'intérieur.
Cependant, cette structure n'est pas systématique ; cela dépend grandement de la vitesse de solidification, de la direction de solidification (on peut volontairement isoler certaines parties du moule pour avoir une solidification dirigée) et de l'ajout éventuel de floculant.

Morphologie cristalline de solidification typique d'un lingot
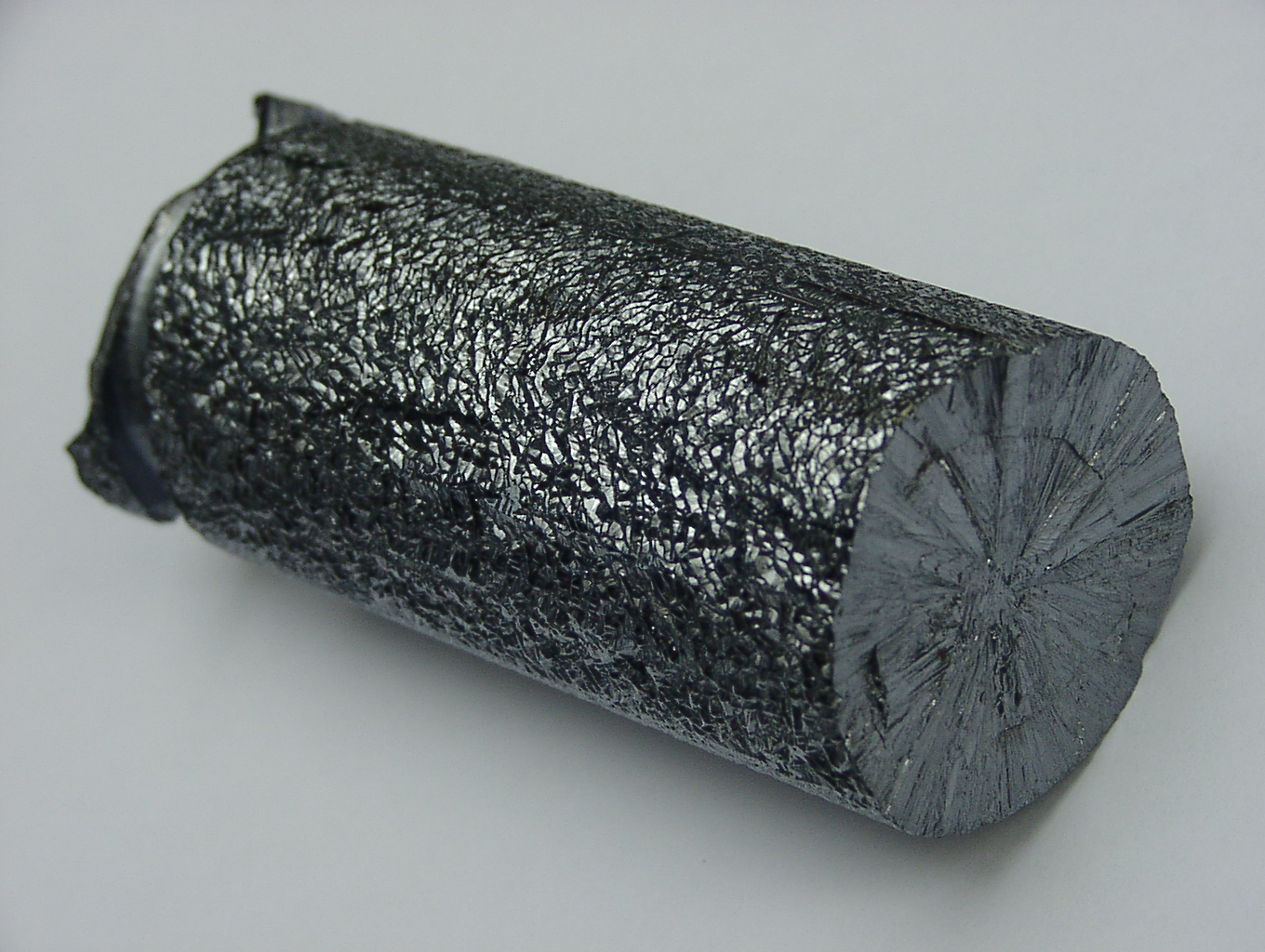
Barre de silicium